# نوفا و جوري
نوفا و جوري (Nova & Jory) هما ثنائي ريغيتون سابق. ولد نوفا في بونس ، بورتوريكو وولد جوري في كارولينا ، بورتوريكو .  بدأوا حياتهم المهنية في عام 2003 وتم توقيعهم على Loud Music في وقت انفصالهم. تم إصدار ألبومهم الأول والوحيد Mucha Calidad ، والذي تم إصداره رسميًا في 12 يوليو 2011 بعد انتكاسات زوجية وتواريخ دفع. في أكتوبر 2012 أعلنا انفصالهما وديًا. يسعى كلا الفنانين الآن إلى الحصول على وظائف فردية مستقلة. [بحاجة لتحديث]

## روابط خارجية
- نوفا وجوري ماي سبيس الرسمية
- جوري بوي الرسمية تويتر